# Rúben Dias
Rúben dos Santos Gato Alves Dias, noto semplicemente come Rúben Dias (Amadora, 14 maggio 1997), è un calciatore portoghese, difensore del Manchester City, di cui è vice-capitano,  e della nazionale portoghese, con la quale ha vinto le UEFA Nations League 2018-2019 e 2024-2025.
Considerato tra i migliori difensori centrali della sua generazione, ha esordito tra i professionisti con il Benfica, con cui ha vinto un campionato (2018-2019) e una Supercoppa portoghese (2019). Poi si trasferisce al Manchester City, dove vince, a livello nazionale, quattro Premier League (2020-2021, 2021-2022, 2022-2023 e 2023-2024), una Coppa d'Inghilterra (2022-2023), una Coppa di Lega e un Community Shield (2024), mentre a livello internazionale ha vinto una UEFA Champions League (2022-2023), una Supercoppa UEFA (2023) e una Coppa del mondo per club (2023). A livello individuale, è stato premiato Calciatore dell'anno della Premier League 2020-2021.
Con la nazionale portoghese ha vinto due UEFA Nations League (2018-2019 e 2024-2025).

## Caratteristiche tecniche
È un difensore centrale molto abile nelle scivolate, in marcatura a uomo e nell’anticipo. Nel suo repertorio possiede anche una buona tecnica e un discreto dribbling, oltre che forza fisica (che lo aiuta nel gioco aereo) e buon senso della posizione. È considerato uno dei maggiori talenti della sua generazione.

## Carriera

### Club

#### Gli inizi
Dopo avere giocato nelle giovanili dell'Estrela Amadora, a 11 anni passa al Benfica. Ha esordito con il Benfica B il 30 settembre 2015 nel match di seconda serie portoghese pareggiato 1-1 contro il Chaves.

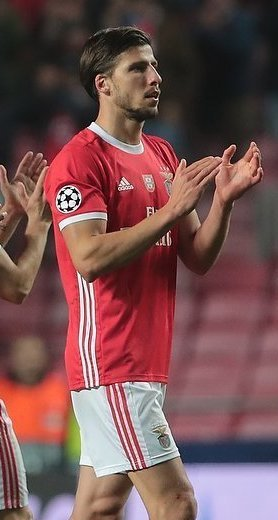
Dias con il nel 2019

Il 16 settembre 2017 ha fatto il suo debutto ufficiale in prima squadra nella sconfitta per 2-1 in Primeira Liga sul campo del Boavista. Il 18 ottobre seguente ha debuttato anche in Champions League, giocando da titolare nella partita persa 0-1 contro il Manchester Utd. In stagione diviene titolare della squadra scalzando due veterani come Luisão e Lisandro Lopez, arrivando a collezionare 24 presenze e 3 reti. Vince il campionato l'anno successivo e la Supercoppa portoghese nella sua ultima stagione al club portoghese.

#### Manchester City

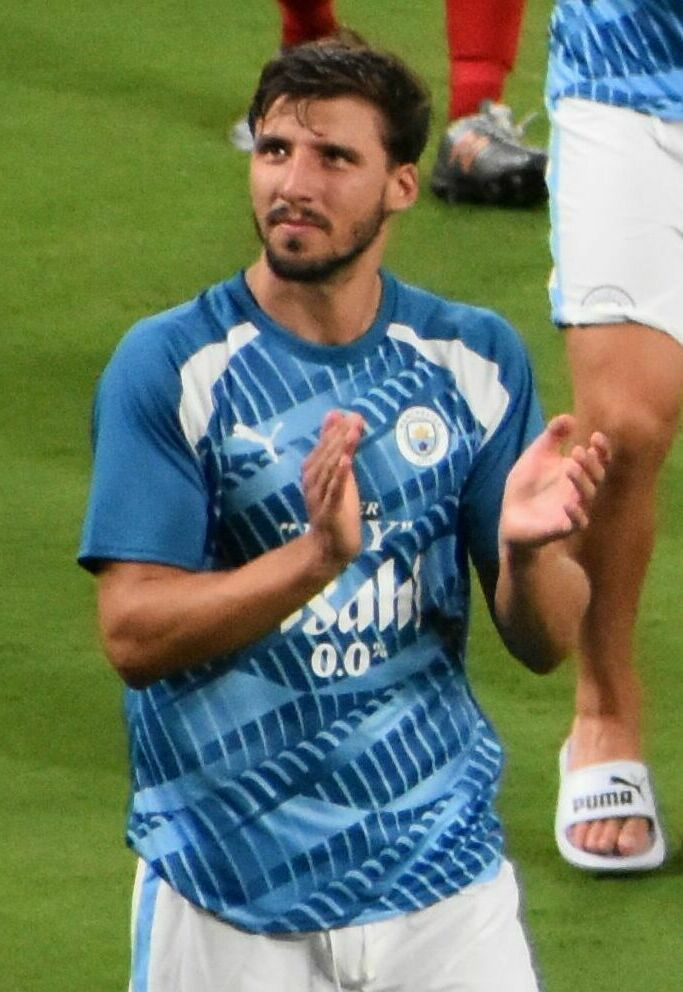
Rúben Dias con la maglia del nel 2023

Il 29 settembre 2020 viene acquistato dal Manchester City per 68 milioni di euro più 3,6 di bonus, firmando un contratto fino al giugno 2026. Il 27 febbraio 2021 sigla la sua prima rete in Premier League, nella vittoria interna per 2-1 contro il West Ham Utd. Nella stagione d'esordio vince la Premier League e la Football League Cup, affermandosi come uno dei leader della retroguardia e venendo eletto miglior giocatore del campionato. Nella stagione 2021-2022 rivince la Premier League ad un punto dal Liverpool. Nel 2022-2023 vince lo storico Treble, con la conquista di campionato, FA Cup e UEFA Champions League, in finale contro l'Inter. Nella stagione seguente conquista altri due titoli internazionali con i Citizens, ossia la Supercoppa UEFA e il Mondiale per club, oltre alla quarta Premier League. Nell'annata 2024-2025 ha un leggero calo di prestazioni, dovuto agli scarsi risultati ottenuti dagli uomini di Pep Guardiola, come il terzo posto in campionato, l'eliminazione ai play-off di Champions League contro il Real Madrid e la finale di Coppa d'Inghilterra persa contro il Crystal Palace.

### Nazionale
Nel 2017 ha partecipato con il Portogallo Under-20 al mondiale di categoria, arrivando fino ai quarti di finale contro l’Uruguay; con cui perse ai tiri di rigore.

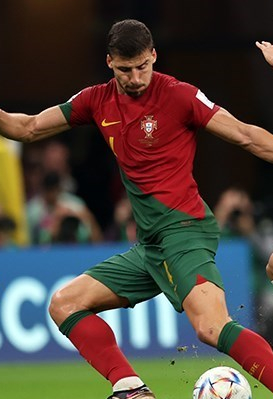
Dias con la nazionale portoghese al Mondiale 2022

Le sue buone prestazioni al Benfica gli valgono la convocazione dal CT Fernando Santos ai Mondiali 2018 in Russia da parte della nazionale maggiore a metà maggio. Il 28 del mese stesso debutta in nazionale nel 2-2 in amichevole contro la Tunisia. Non gioca nessuna gara durante il Mondiale, ma al termine di esso diviene titolare della selezione al fianco di Pepe, rimpiazzando José Fonte.
Viene convocato per la UEFA Nations League 2018-2019, nella quale disputa tutte le quattro gare del girone per poi disputare anche la fase finale del neotorneo venendo nominato MVP della finale vinta dal Portogallo contro i Paesi Bassi. Il 17 novembre 2020 sigla le sue prime due reti in nazionale, realizzando una doppietta, decisiva a fini del risultato, in UEFA Nations League 2020-2021, nella vittoria in trasferta della selezione lusitana per 3-2 contro la Croazia.
Nell'ottobre 2022, è stato inserito nella lista preliminare di 55 giocatori del Portogallo per la Coppa del Mondo FIFA 2022 in Qatar, prima di essere incluso nella lista finale di 26 giocatori per il torneo.
L'11 settembre 2023, durante una partita di qualificazioni a UEFA Euro 2024 contro il Lussemburgo in casa, Dias ha ottenuto la sua 50ª presenza in nazionale, partendo titolare nella vittoria per 9-0 del Portogallo, il loro trionfo più ampio nella storia internazionale. Il 21 maggio 2024, Dias è stato convocato nella squadra del Portogallo per UEFA Euro 2024 in Germania.
Viene convocato per la fase finale della UEFA Nations League 2025 che si svolge sempre in Germania, che il Portogallo riuscirà a vincere per la seconda volta nella sua storia, in finale ai rigori contro la Spagna.

## Statistiche

### Presenze e reti nei club
Statistiche aggiornate al 9 giugno 2025.
| Stagione               | Squadra                | Campionato             | Campionato | Campionato | Coppe nazionali | Coppe nazionali | Coppe nazionali | Coppe continentali | Coppe continentali | Coppe continentali | Altre coppe | Altre coppe | Altre coppe | Totale | Totale |
| Stagione               | Squadra                | Comp                   | Pres       | Reti       | Comp            | Pres            | Reti            | Comp               | Pres               | Reti               | Comp        | Pres        | Reti        | Pres   | Reti   |
| ---------------------- | ---------------------- | ---------------------- | ---------- | ---------- | --------------- | --------------- | --------------- | ------------------ | ------------------ | ------------------ | ----------- | ----------- | ----------- | ------ | ------ |
| 2015-2016              | Benfica B              | SL                     | 26         | 0          | -               | -               | -               | -                  | -                  | -                  | -           | -           | -           | 26     | 0      |
| 2016-2017              | Benfica B              | SL                     | 29         | 0          | -               | -               | -               | -                  | -                  | -                  | -           | -           | -           | 29     | 0      |
| Totale Benfica B       | Totale Benfica B       | Totale Benfica B       | 55         | 0          |                 | -               | -               |                    | -                  | -                  |             | -           | -           | 55     | 0      |
| 2017-2018              | Benfica                | PL                     | 24         | 3          | CP+CdL          | 3+1             | 1+0             | UCL                | 4                  | 0                  | -           | -           | -           | 32     | 4      |
| 2018-2019              | Benfica                | PL                     | 32         | 3          | CP+CdL          | 5+3             | 0               | UCL+UEL            | 9+6                | 0+1                | -           | -           | -           | 55     | 4      |
| 2019-2020              | Benfica                | PL                     | 35         | 3          | CP+CdL          | 5+2             | 0               | UCL+UEL            | 6+2                | 0+1                | SP          | 1           | 0           | 49     | 3      |
| Totale Benfica         | Totale Benfica         | Totale Benfica         | 91         | 9          |                 | 19              | 1               |                    | 26                 | 2                  |             | 1           | 0           | 137    | 12     |
| 2020-2021              | Manchester City        | PL                     | 32         | 1          | FACup+CdL       | 4+3             | 0               | UCL                | 11                 | 0                  | -           | -           | -           | 50     | 1      |
| 2021-2022              | Manchester City        | PL                     | 29         | 2          | FACup+CdL       | 2+0             | 0               | UCL                | 8                  | 0                  | CS          | 1           | 0           | 40     | 2      |
| 2022-2023              | Manchester City        | PL                     | 26         | 0          | FACup+CdL       | 3+1             | 0               | UCL                | 11                 | 1                  | CS          | 1           | 0           | 42     | 1      |
| 2023-2024              | Manchester City        | PL                     | 30         | 0          | FACup+CdL       | 4+0             | 0               | UCL                | 9                  | 0                  | CS+SU+Cmc   | 1+0+1       | 0           | 45     | 0      |
| 2024-2025              | Manchester City        | PL                     | 27         | 0          | FACup+CdL       | 1               | 0               | UCL                | 7                  | 0                  | CS+Cmc      | 1+0         | 0           | 36     | 0      |
| Totale Manchester City | Totale Manchester City | Totale Manchester City | 144        | 3          |                 | 18              | 0               |                    | 46                 | 1                  |             | 5           | 0           | 223    | 4      |
| Totale carriera        | Totale carriera        | Totale carriera        | 290        | 12         |                 | 37              | 1               |                    | 72                 | 3                  |             | 6           | 0           | 405    | 16     |

### Cronologia presenze e reti in nazionale
| Cronologia completa delle presenze e delle reti in nazionale ― Portogallo | Cronologia completa delle presenze e delle reti in nazionale ― Portogallo | Cronologia completa delle presenze e delle reti in nazionale ― Portogallo | Cronologia completa delle presenze e delle reti in nazionale ― Portogallo | Cronologia completa delle presenze e delle reti in nazionale ― Portogallo | Cronologia completa delle presenze e delle reti in nazionale ― Portogallo | Cronologia completa delle presenze e delle reti in nazionale ― Portogallo | Cronologia completa delle presenze e delle reti in nazionale ― Portogallo |
| Data                                                                      | Città                                                                     | In casa                                                                   | Risultato                                                                 | Ospiti                                                                    | Competizione                                                              | Reti                                                                      | Note                                                                      |
| ------------------------------------------------------------------------- | ------------------------------------------------------------------------- | ------------------------------------------------------------------------- | ------------------------------------------------------------------------- | ------------------------------------------------------------------------- | ------------------------------------------------------------------------- | ------------------------------------------------------------------------- | ------------------------------------------------------------------------- |
| 28-5-2018                                                                 | Braga                                                                     | Portogallo                                                                | 2 – 2                                                                     | Tunisia                                                                   | Amichevole                                                                | -                                                                         |                                                                           |
| 6-9-2018                                                                  | Lisbona                                                                   | Portogallo                                                                | 1 – 1                                                                     | Croazia                                                                   | Amichevole                                                                | -                                                                         |                                                                           |
| 10-9-2018                                                                 | Lisbona                                                                   | Portogallo                                                                | 1 – 0                                                                     | Italia                                                                    | UEFA Nations League 2018-2019 - 1º turno                                  | -                                                                         |                                                                           |
| 11-10-2018                                                                | Chorzów                                                                   | Polonia                                                                   | 2 – 3                                                                     | Portogallo                                                                | UEFA Nations League 2018-2019 - 1º turno                                  | -                                                                         |                                                                           |
| 14-10-2018                                                                | Londra                                                                    | Scozia                                                                    | 1 – 3                                                                     | Portogallo                                                                | Amichevole                                                                | -                                                                         | 57’                                                                       |
| 17-11-2018                                                                | Milano                                                                    | Italia                                                                    | 0 – 0                                                                     | Portogallo                                                                | UEFA Nations League 2018-2019 - 1º turno                                  | -                                                                         |                                                                           |
| 20-11-2018                                                                | Guimarães                                                                 | Portogallo                                                                | 1 – 1                                                                     | Polonia                                                                   | UEFA Nations League 2018-2019 - 1º turno                                  | -                                                                         |                                                                           |
| 22-3-2019                                                                 | Lisbona                                                                   | Portogallo                                                                | 0 – 0                                                                     | Ucraina                                                                   | Qual. Euro 2020                                                           | -                                                                         |                                                                           |
| 25-3-2019                                                                 | Lisbona                                                                   | Portogallo                                                                | 1 – 1                                                                     | Serbia                                                                    | Qual. Euro 2020                                                           | -                                                                         |                                                                           |
| 5-6-2019                                                                  | Porto                                                                     | Portogallo                                                                | 3 – 1                                                                     | Svizzera                                                                  | UEFA Nations League 2018-2019 - Semifinale                                | -                                                                         |                                                                           |
| 9-6-2019                                                                  | Porto                                                                     | Portogallo                                                                | 1 – 0                                                                     | Paesi Bassi                                                               | UEFA Nations League 2018-2019 - Finale                                    | -                                                                         | [ 25 ]                                                                    |
| 7-9-2019                                                                  | Belgrado                                                                  | Serbia                                                                    | 2 – 4                                                                     | Portogallo                                                                | Qual. Euro 2020                                                           | -                                                                         | 40’                                                                       |
| 10-9-2019                                                                 | Vilnius                                                                   | Lituania                                                                  | 1 – 5                                                                     | Portogallo                                                                | Qual. Euro 2020                                                           | -                                                                         |                                                                           |
| 11-10-2019                                                                | Lisbona                                                                   | Portogallo                                                                | 3 – 0                                                                     | Lussemburgo                                                               | Qual. Euro 2020                                                           | -                                                                         |                                                                           |
| 14-10-2019                                                                | Kiev                                                                      | Ucraina                                                                   | 2 – 1                                                                     | Portogallo                                                                | Qual. Euro 2020                                                           | -                                                                         | 64’                                                                       |
| 14-11-2019                                                                | Faro                                                                      | Portogallo                                                                | 6 – 0                                                                     | Lituania                                                                  | Qual. Euro 2020                                                           | -                                                                         |                                                                           |
| 17-11-2019                                                                | Lussemburgo                                                               | Lussemburgo                                                               | 0 – 2                                                                     | Portogallo                                                                | Qual. Euro 2020                                                           | -                                                                         |                                                                           |
| 5-9-2020                                                                  | Porto                                                                     | Portogallo                                                                | 4 – 1                                                                     | Croazia                                                                   | UEFA Nations League 2020-2021 - 1º turno                                  | -                                                                         |                                                                           |
| 8-9-2020                                                                  | Stoccolma                                                                 | Svezia                                                                    | 0 – 2                                                                     | Portogallo                                                                | UEFA Nations League 2020-2021 - 1º turno                                  | -                                                                         |                                                                           |
| 7-10-2020                                                                 | Lisbona                                                                   | Portogallo                                                                | 0 – 0                                                                     | Spagna                                                                    | Amichevole                                                                | -                                                                         | 46’                                                                       |
| 11-10-2020                                                                | Saint-Denis                                                               | Francia                                                                   | 0 – 0                                                                     | Portogallo                                                                | UEFA Nations League 2020-2021 - 1º turno                                  | -                                                                         | 2’                                                                        |
| 14-10-2020                                                                | Lisbona                                                                   | Portogallo                                                                | 3 – 0                                                                     | Svezia                                                                    | UEFA Nations League 2020-2021 - 1º turno                                  | -                                                                         |                                                                           |
| 14-11-2020                                                                | Lisbona                                                                   | Portogallo                                                                | 0 – 1                                                                     | Francia                                                                   | UEFA Nations League 2020-2021 - 1º turno                                  | -                                                                         |                                                                           |
| 17-11-2020                                                                | Spalato                                                                   | Croazia                                                                   | 2 – 3                                                                     | Portogallo                                                                | UEFA Nations League 2020-2021 - 1º turno                                  | 2                                                                         |                                                                           |
| 24-3-2021                                                                 | Torino                                                                    | Portogallo                                                                | 1 – 0                                                                     | Azerbaigian                                                               | Qual. Mondiali 2022                                                       | -                                                                         |                                                                           |
| 27-3-2021                                                                 | Belgrado                                                                  | Serbia                                                                    | 2 – 2                                                                     | Portogallo                                                                | Qual. Mondiali 2022                                                       | -                                                                         |                                                                           |
| 30-3-2021                                                                 | Lussemburgo                                                               | Lussemburgo                                                               | 1 – 3                                                                     | Portogallo                                                                | Qual. Mondiali 2022                                                       | -                                                                         | 70’                                                                       |
| 9-6-2021                                                                  | Lisbona                                                                   | Portogallo                                                                | 4 – 0                                                                     | Israele                                                                   | Amichevole                                                                | -                                                                         | 62’                                                                       |
| 15-6-2021                                                                 | Budapest                                                                  | Ungheria                                                                  | 0 – 3                                                                     | Portogallo                                                                | Euro 2020 - 1º turno                                                      | -                                                                         | 38’                                                                       |
| 19-6-2021                                                                 | Monaco di Baviera                                                         | Portogallo                                                                | 2 – 4                                                                     | Germania                                                                  | Euro 2020 - 1º turno                                                      | -                                                                         | [ 26 ]                                                                    |
| 23-6-2021                                                                 | Budapest                                                                  | Portogallo                                                                | 2 – 2                                                                     | Francia                                                                   | Euro 2020 - 1º turno                                                      | -                                                                         |                                                                           |
| 27-6-2021                                                                 | Siviglia                                                                  | Belgio                                                                    | 1 – 0                                                                     | Portogallo                                                                | Euro 2020 - Ottavi di finale                                              | -                                                                         |                                                                           |
| 1-9-2021                                                                  | Faro                                                                      | Portogallo                                                                | 2 – 1                                                                     | Irlanda                                                                   | Qual. Mondiali 2022                                                       | -                                                                         |                                                                           |
| 4-9-2021                                                                  | Debrecen                                                                  | Qatar                                                                     | 1 – 3                                                                     | Portogallo                                                                | Amichevole                                                                | -                                                                         | 68’                                                                       |
| 7-9-2021                                                                  | Baku                                                                      | Azerbaigian                                                               | 0 – 3                                                                     | Portogallo                                                                | Qual. Mondiali 2022                                                       | -                                                                         |                                                                           |
| 12-10-2021                                                                | Faro                                                                      | Portogallo                                                                | 5 – 0                                                                     | Lussemburgo                                                               | Qual. Mondiali 2022                                                       | -                                                                         |                                                                           |
| 14-11-2021                                                                | Lisbona                                                                   | Portogallo                                                                | 1 – 2                                                                     | Serbia                                                                    | Qual. Mondiali 2022                                                       | -                                                                         |                                                                           |
| 24-9-2022                                                                 | Praga                                                                     | Rep. Ceca                                                                 | 0 – 4                                                                     | Portogallo                                                                | UEFA Nations League 2022-2023 - 1º turno                                  | -                                                                         |                                                                           |
| 27-9-2022                                                                 | Braga                                                                     | Portogallo                                                                | 0 – 1                                                                     | Spagna                                                                    | UEFA Nations League 2022-2023 - 1º turno                                  | -                                                                         |                                                                           |
| 17-11-2022                                                                | Lisbona                                                                   | Portogallo                                                                | 4 – 0                                                                     | Nigeria                                                                   | Amichevole                                                                | -                                                                         | 46’                                                                       |
| 24-11-2022                                                                | Doha                                                                      | Portogallo                                                                | 3 – 2                                                                     | Ghana                                                                     | Mondiali 2022 - 1º turno                                                  | -                                                                         |                                                                           |
| 28-11-2022                                                                | Lusail                                                                    | Portogallo                                                                | 2 – 0                                                                     | Uruguay                                                                   | Mondiali 2022 - 1º turno                                                  | -                                                                         | 89’                                                                       |
| 6-12-2022                                                                 | Lusail                                                                    | Portogallo                                                                | 6 – 1                                                                     | Svizzera                                                                  | Mondiali 2022 - Ottavi di finale                                          | -                                                                         |                                                                           |
| 10-12-2022                                                                | Doha                                                                      | Marocco                                                                   | 1 – 0                                                                     | Portogallo                                                                | Mondiali 2022 - Quarti di finale                                          | -                                                                         |                                                                           |
| 23-3-2023                                                                 | Lisbona                                                                   | Portogallo                                                                | 4 – 0                                                                     | Liechtenstein                                                             | Qual. Euro 2024                                                           | -                                                                         |                                                                           |
| 26-3-2023                                                                 | Lussemburgo                                                               | Lussemburgo                                                               | 0 – 6                                                                     | Portogallo                                                                | Qual. Euro 2024                                                           | -                                                                         |                                                                           |
| 17-6-2023                                                                 | Lisbona                                                                   | Portogallo                                                                | 3 – 0                                                                     | Bosnia ed Erzegovina                                                      | Qual. Euro 2024                                                           | -                                                                         |                                                                           |
| 20-6-2023                                                                 | Reykjavík                                                                 | Islanda                                                                   | 0 – 1                                                                     | Portogallo                                                                | Qual. Euro 2024                                                           | -                                                                         |                                                                           |
| 8-9-2023                                                                  | Bratislava                                                                | Slovacchia                                                                | 0 – 1                                                                     | Portogallo                                                                | Qual. Euro 2024                                                           | -                                                                         |                                                                           |
| 11-9-2023                                                                 | Faro                                                                      | Portogallo                                                                | 9 – 0                                                                     | Lussemburgo                                                               | Qual. Euro 2024                                                           | -                                                                         |                                                                           |
| 13-10-2023                                                                | Porto                                                                     | Portogallo                                                                | 3 – 2                                                                     | Slovacchia                                                                | Qual. Euro 2024                                                           | -                                                                         |                                                                           |
| 16-10-2023                                                                | Zenica                                                                    | Bosnia ed Erzegovina                                                      | 0 – 5                                                                     | Portogallo                                                                | Qual. Euro 2024                                                           | -                                                                         |                                                                           |
| 19-11-2023                                                                | Lisbona                                                                   | Portogallo                                                                | 2 – 0                                                                     | Islanda                                                                   | Qual. Euro 2024                                                           | -                                                                         |                                                                           |
| 21-3-2024                                                                 | Guimarães                                                                 | Portogallo                                                                | 5 – 2                                                                     | Svezia                                                                    | Amichevole                                                                | -                                                                         |                                                                           |
| 4-6-2024                                                                  | Lisbona                                                                   | Portogallo                                                                | 4 – 2                                                                     | Finlandia                                                                 | Amichevole                                                                | 1                                                                         | Cap.                                                                      |
| 8-6-2024                                                                  | Oeiras                                                                    | Portogallo                                                                | 1 – 2                                                                     | Croazia                                                                   | Amichevole                                                                | -                                                                         |                                                                           |
| 18-6-2024                                                                 | Lipsia                                                                    | Portogallo                                                                | 2 – 1                                                                     | Rep. Ceca                                                                 | Euro 2024 - 1º turno                                                      | -                                                                         |                                                                           |
| 22-6-2024                                                                 | Dortmund                                                                  | Turchia                                                                   | 0 – 3                                                                     | Portogallo                                                                | Euro 2024 - 1º turno                                                      | -                                                                         |                                                                           |
| 1-7-2024                                                                  | Francoforte sul Meno                                                      | Portogallo                                                                | 0 – 0 dts (3 – 0 dtr)                                                     | Slovenia                                                                  | Euro 2024 - Ottavi di finale                                              | -                                                                         |                                                                           |
| 5-7-2024                                                                  | Amburgo                                                                   | Portogallo                                                                | 0 – 0 dts (3 – 5 dtr)                                                     | Francia                                                                   | Euro 2024 - Quarti di finale                                              | -                                                                         |                                                                           |
| 5-9-2024                                                                  | Lisbona                                                                   | Portogallo                                                                | 2 – 1                                                                     | Croazia                                                                   | UEFA Nations League 2024-2025 - 1º turno                                  | -                                                                         |                                                                           |
| 8-9-2024                                                                  | Lisbona                                                                   | Portogallo                                                                | 2 – 1                                                                     | Scozia                                                                    | UEFA Nations League 2024-2025 - 1º turno                                  | -                                                                         |                                                                           |
| 12-10-2024                                                                | Varsavia                                                                  | Polonia                                                                   | 1 – 3                                                                     | Portogallo                                                                | UEFA Nations League 2024-2025 - 1º turno                                  | -                                                                         |                                                                           |
| 15-10-2024                                                                | Glasgow                                                                   | Scozia                                                                    | 0 – 0                                                                     | Portogallo                                                                | UEFA Nations League 2024-2025 - 1º turno                                  | -                                                                         | 83’                                                                       |
| 20-3-2025                                                                 | Copenaghen                                                                | Danimarca                                                                 | 1 – 0                                                                     | Portogallo                                                                | UEFA Nations League 2024-2025 - Quarti di finale                          | -                                                                         |                                                                           |
| 23-3-2025                                                                 | Lisbona                                                                   | Portogallo                                                                | 5 – 2 dts                                                                 | Danimarca                                                                 | UEFA Nations League 2024-2025 - Quarti di finale                          | -                                                                         | 50’                                                                       |
| 4-6-2025                                                                  | Monaco di Baviera                                                         | Germania                                                                  | 1 – 2                                                                     | Portogallo                                                                | UEFA Nations League 2024-2025 - Semifinale                                | -                                                                         | 84’                                                                       |
| 8-6-2025                                                                  | Monaco di Baviera                                                         | Portogallo                                                                | 2 – 2 dts (5 – 3 dtr)                                                     | Spagna                                                                    | UEFA Nations League 2024-2025 - Finale                                    | -                                                                         |                                                                           |
| Totale                                                                    |                                                                           | Presenze                                                                  | 68                                                                        |                                                                           | Reti                                                                      | 3                                                                         |                                                                           |

## Palmarès

### Club

#### Competizioni nazionali
- Campionato portoghese: 1

Benfica: 2018-2019
- Supercoppa di Portogallo: 1

Benfica: 2019
- Coppa di Lega inglese: 1

Manchester City: 2020-2021
- Campionato inglese: 4

Manchester City: 2020-2021, 2021-2022, 2022-2023, 2023-2024
- Coppa d'Inghilterra: 1

Manchester City: 2022-2023
- Community Shield: 1

Manchester City: 2024

#### Competizioni internazionali
- UEFA Champions League: 1

Manchester City: 2022-2023
- Supercoppa UEFA: 1

Manchester City: 2023
- Coppa del mondo per club: 1

Manchester City: 2023

### Nazionale
- UEFA Nations League: 2

2018-2019, 2024-2025

### Individuale
- Squadra ideale della fase finale di UEFA Nations League: 1

2018-2019
- Premier League Player of the Season: 1

2020-2021
- FWA Footballer of the Year: 1

2020-2021
- PFA Team of the Year: 2

2020-2021, 2022-2023
- Squadra della stagione della UEFA Champions League: 2

2020-2021, 2022-2023
- UEFA Club Football Awards: 1

Miglior difensore: 2020-2021
- ESM Team of the Year: 1

2020-2021
- Squadra maschile dell'anno IFFHS: 3

2021, 2023, 2024
- FIFA FIFPro World XI: 2

2021, 2023